# Zhongxi
Zhongxi är en köping i östra Kina. Den ligger i Ningguo i staden Xuancheng i provinsen Anhui, omkring 240 kilometer sydost om provinshuvudstaden Hefei. Antalet invånare är 18 927. Befolkningen består av 9 014 kvinnor och 9 913 män. Barn under 15 år utgör 10,0 %, vuxna 15-64 år 74 %, och äldre över 65 år 15,0 %.